# Gianni Grossi
Gianni Grossi (Modena, 29 ottobre 1936 – Pavullo nel Frignano, 6 maggio 2012) è stato un calciatore italiano, di ruolo centrocampista.

## Caratteristiche tecniche
Giocava nel ruolo di mediano.

## Carriera
Ha disputato da titolare tra campionati di Serie A nel Venezia, per complessive 78 presenze e 3 reti in massima serie. Ha inoltre all'attivo dieci campionati di Serie B, cinque col Modena e cinque col Venezia, per complessive 275 presenze e 7 reti fra i cadetti. Col Venezia ha conquistato la vittoria in due campionati di Serie B (stagioni 1960-1961 e 1965-1966).

## Palmarès

### Club

#### Competizioni nazionali
- Campionato italiano di Serie B: 2

Venezia: 1960-1961, 1965-1966